# Otola

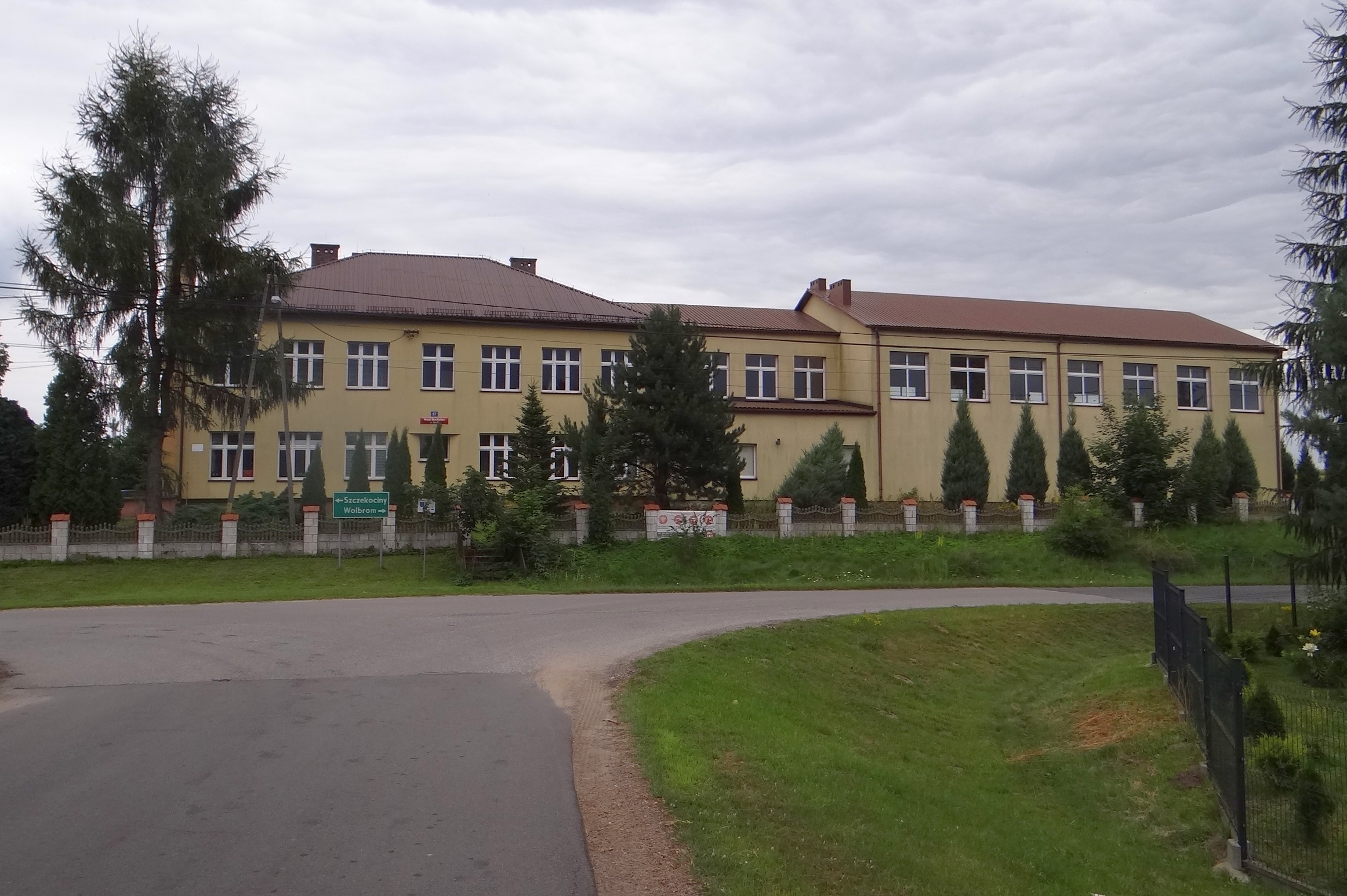
Szkoła

Otola – wieś w Polsce położona w województwie śląskim, w powiecie zawierciańskim, w gminie Żarnowiec.
Otola położona jest na progu strukturalnym nazywanym Progiem Lelowskim, na terenie niemal płaskim położonym na wysokości od 287 do 320 m n.p.m. Terytorium wsi zajmuje zachodnią część obszaru gminy Żarnowiec, ciągnąc się szerokim pasmem z północy na południe.
Otola sąsiaduje z takimi wsiami jak: Jeziorowice i Małoszyce na północy, Brzeziny, Otola Mała i Łany Małe na wschodzie oraz Wola Libertowska na południu, leżącymi na terenie gminy Żarnowiec. Od zachodu Otola graniczy również z wsiami Wierzbica i Dobraków, leżącymi poza granicami gminy.
Główną osią układu jest droga Otola – Jeziorowice, wzdłuż której zlokalizowana jest zabudowa wsi. Na terenie Otoli stoi budynek dawnej Szkoły Podstawowej z lat 50 XX wieku, która nie funkcjonuje od roku 2006 oraz kościół filialny parafii Matki Bożej Częstochowskiej w Dobrakowie pw. Świętej Trójcy z lat 80 XX wieku. Przez miejscowość przepływa niewielka rzeka Żebrówka, dopływ Krztyni. Na terenie wsi Otola działa Jednostka Ochotniczej Straży Pożarnej wraz z Młodzieżową Drużyną Pożarniczą i Koło Gospodyń Wiejskich.

## Nazwa
Nazwę miejscowości w zlatynizowanej staropolskiej formie Hotolya villa wymienia w latach (1470–1480) Jan Długosz w księdze Liber beneficiorum dioecesis Cracoviensis.
| SIMC    | Nazwa      | Rodzaj    |
| ------- | ---------- | --------- |
| 0226030 | Kowale     | część wsi |
| 0226046 | Podlasie   | część wsi |
| 0226052 | Stara Wieś | część wsi |

Otola dzielona jest na:
- Otola Kowale – ciągnie się od południowej granicy terytorium wsi po drogę do Otoli Małej na północ,
- Stara Wieś – ciągnie się od drogi do Dobrakowa na południu po granicę z wsią Jeziorowice na północy.

## Historia
Pierwszym dowodem na istnienie Otoli jest wydany przez Bolesława Wstydliwego w 1262 roku akt erekcyjny klasztoru Św. Anny w Zawichoście, odnoszący się do roku 1257, w którym jest wspomniana wioska Hotolya. Hotolya jest również wymieniona w Kodeksie Małopolskim, pochodzącym z 1262 roku. Władysław Jagięłło wydał dokument z 1403 roku potwierdzający istnienie Otoli. Jan Długosz również wymienia Otolę w swoich kronikach jako Hotola. Otola zawsze w przeszłości była pod bezpośrednim zarządem starostw i podstarostw żarnowieckich. W 1795 roku w wyniku III Rozbioru Polski Otola dostała się pod zabór pruski. W 1815 roku utworzono Królestwo Polskie, pod którego granice dostała się Otola. Od 1918 roku Otola należała do niepodległej Polski. Od 1919 roku w Otoli funkcjonuje posada sołtysa. W okresie międzywojennym w Otoli potężnie działała straż pożarna. 20 lutego 1928 roku podjęto uchwałę o zawiązaniu straży ogniowej ochotniczej w Otoli. Wieś Otola była podzielona na dzielnice. Do roku 1933 były to: Otola Stara, Otola Kuwole i Dziadówki Otolskie. Na mocy Ustawy Samorządowej z 23 marca 1933 roku Kuwole zostały odłączone od Otoli i stały się samodzielną wsią. Po 1933 roku dzielnicami Otoli były: Otola Stara, Otola Folwark i Dziadówki Otolskie. W latach 1936–1937 na terenie Otoli i Kuwoli miały miejsce potężne pożary, które uszkodziły wiele domów miejscowych chłopów. Dnia 1 września 1939 wsie Otola i Kuwole dostały się pod okupacje niemiecką. W 1945 roku zakończyła się II wojna światowa. Otola i Kowale należą do komunistycznej Polski. W styczniu 1946 roku dochodzi do złączenia wsi Otola Stara, Kowale i Otola Mała. Pod koniec lat pięćdziesiątych Otola Mała stała się samodzielną wsią. W wyniku reformy administracji z 1954 roku Otola wchodzi w skład gromady Jeziorowice. W 1956 roku zlikwidowano posadę sołtysa, a na jego miejsce powstaje etat inkasenta podatkowego. Po dwóch latach, w 1958 roku z powrotem powraca posada sołtysa. W 1962 roku w wyniku przeniesienia siedziby gromady z Jeziorowic Otola staje się siedzibą gromady Otola, w skład której wchodzą wsie: Dobraków, Jeziorowice, Małoszyce, Otola, Podleśna i Wierzbica. Gromada ta zostaje rozwiązana w końcu 1973 r. w wyniku kolejnej reformy administracji. 

## Folwark królewski
Jan Długosz w Liberum Benum wspomina o folwarku królewskim w Otoli, założonym około 1475 roku. Twór ten przetrwał do roku 1911, a jego obszar biegiem lat stawał się coraz mniejszy. W 1912 roku ostatnia właścicielka wypuściła ziemię dworską w dzierżawę miejscowym chłopom. Do roku 1926 ziemia dworska została całkowicie rozsprzedana.

## Sołtysi
Od 1919 roku Otola może posiadać własnego sołtysa. W latach 1933 – 1946 Otola była podzielona na dwie wsie: Otola i Kowale. W związku z tym osobno sprawował urząd sołtys Otoli i sołtys Kowali. W latach 1956 – 1958 zamiast sołtysa wstawiono posadę inkasenta podatkowego. Aktualnym i trzynastym z kolei sołtysem wsi Otola jest Kazimierz Gębka.
| Imię i nazwisko      | Lata kadencji | Uwagi                                     |
| -------------------- | ------------- | ----------------------------------------- |
| Franciszek Szczerba  | 1919 – 1926   |                                           |
| Jan Nowak            | 1927 – 1932   |                                           |
| Jan Szczerba         | 1932 – 1945   | Zrezygnował w 1945 roku                   |
| Władysław Guździk    | 1945 – 1945   | Zrezygnował w 1945 roku z powodu wypadku. |
| Stanisław Ciapa      | 1945 – 1947   | Zrezygnował w 1947 roku                   |
| Teofil Ligenza       | 1948 – 1951   |                                           |
| Józef Micuła         | 1951 – 1955   |                                           |
| Władysław Żurek      | 1955 – 1956   |                                           |
| Stanisław Odwaga     | 1956 – 1958   | Był inkasentem podatkowym                 |
| Stanisław Piąty      | 1958 – 1960   | Aresztowany w 1960 roku.                  |
| Stanisław Ciapa      | 1960 – 1985   |                                           |
| Włodzimierz Szczerba | 1985 – 1994   | Zrezygnował w 1994 roku                   |
| Tadeusz Luboń        | 1994 – 2006   |                                           |
| Kazimierz Gębka      | 2006 – nadal  |                                           |

Na mocy Ustawy Samorządowej z 23 marca 1933 roku Kuwole zostały odłączone od Otoli i stały się samodzielną wsią. W styczniu 1946 połączono wsie Otola Stara, Kuwole i Otola Mała.
| Imię i nazwisko   | Lata kadencji |
| ----------------- | ------------- |
| Stanisław Gumułka | 1933 – 1938   |
| Piotr Brożek      | 1938 – 1943   |
| Piotr Seweryn     | 1943 – 1946   |

## Gromada w Otoli
W roku 1960 na terenie Otoli została powołana gromada nazywana gromadą w Otoli. Wcześniej była to gromada w Jeziorowicach. Do tej gromady należało sześć wsi: Dobraków, Jeziorowice, Małoszyce, Otola, Podleśna i Wierzbica. Gromada ta została rozwiązana w 1970 roku.
| Imię i Nazwisko   | Lata kadencji |
| ----------------- | ------------- |
| Józef Strącała    | 1960 – 1965   |
| Edward Brzeziński | 1965 – 1970   |

## Administracja

### W okresieI Rzeczypospolitej
- Od XII wieku do XIV Otola należała do ziemi krakowskiej, dzielnicy senioralnej i starostwa żarnowieckiego
- Od IV wieku do XVI Otola należała do województwa krakowskiego i powiatu żarnowieckiego
- Od XVI wieku do XVIII Otola należała do województwa krakowskiego, powiatu ksiąskiego i dóbr żarnowieckich

### W okresieKsięstwa Warszawskiego
- W latach 1809–1815 Otola należała do departamentu krakowskiego i obwodu olkuskiego

### W okresieKrólestwa Polskiego
- W latach 1816–1837 Otola należała do województwa krakowskiego i powiatu pileckiego
- W latach 1837–1841 Otola należała do guberni krakowskiej i obwodu olkuskiego
- W latach 1841–1845 Otola należała do guberni kieleckiej i obwodu olkuskiego
- W latach 1845–1866 Otola należała do guberni radomskiej i obwodu olkuskiego
- W latach 1866–1918 Otola należała do guberni kieleckiej i obwodu olkuskiego

### W okresieII Rzeczypospolitej
- W latach 1918–1939 Otola należała do województwa kieleckiego i powiatu olkuskiego
- W latach 1939–1945 Otola należała do dystryktu krakowskiego i powiatu miechowskiego

### W okresiePolski Rzeczypospolitej Ludowej
- W latach 1945–1975 Otola należała do województwa krakowskiego, powiatu olkuskiego i gminy żarnowieckiej

### W okresieIII Rzeczypospolitej(Polski)
- W latach 1975–1998 Otola należała do województwa katowickiego, powiatu olkuskiego i gminy żarnowieckiej

Od roku 1998 Otola należy do województwa śląskiego, powiatu zawierciańskiego i gminy żarnowieckiej

## Parafia
- W latach 1508–1581 Otola należała do parafii w Pilicy
- W latach 1581–1815 Otola należała do parafii w Łanach Wielkich
- W latach 1815–1920 Otola należała do parafii w Rokitnie
- W latach 1920–1985 Otola należała do parafii w Łanach Wielkich

Od roku 1985 Otola należy do parafii w Dobrakowie